# Ерхан, Юлиан
Юлиан Ерхан (рум. Iulian Erhan; род. 1 июля 1986, Кишинёв) — молдавский футболист, защитник.

## Клубная карьера
Начинал карьеру в кишинёвском «Зимбру», где с перерывами выступал до 2012 года. В 2010 году играл в России за «Мордовию». После провел полгода в клубе «Академия УТМ».
В марте 2013 года подписал контракт с «Торпедо-БелАЗ». В жодинском клубе обычно выступал на позиции правого защитника, но с возвращением в строй Анри Хагуша потерял место в основе и по окончании сезона покинул «Торпедо-БелАЗ».
В январе 2014 года верниулся в «Зимбру» и вскоре стал капитаном команды. С 2015 года играет за «Милсами».

## Сборная
Дебют за национальную сборную Молдовы состоялся 10 августа 2011 года в товарищеском матче против сборной Кипра (2ː3).

## Достижения
- Серебряный призёр чемпионата Молдовы: 2006/07
- Бронзовый призёр чемпионата Молдовы: 2011/12
- Обладатель Кубка Молдовы: 2006/07, 2013/14
- Обладатель Суперкубка Молдовы: 2014